# Сафин, Нурулла Давлетгареевич
Нурулла Давлетгареевич Са́фин (25 июля 1923, Старые Казанчи, Башкирская АССР — 15 мая 1995, Уфа) — командир миномётного расчёта 467-го гвардейского миномётного полка (7-й гвардейский танковый корпус, 3-я гвардейская танковая армия, 1-й Украинский фронт) гвардии старший сержант, Герой Советского Союза.

## Биография
Сафин Нурулла Давлетгареевич родился 25 июля 1923 года в селе Старые Казанчи (ныне — Аскинского района) в семье бедного крестьянина. Татарин. В раннем детстве он остался круглым сиротой, с сестрой воспитывался в семье дяди, брата отца, где было пятеро детей.
В 1931 году он пошёл в школу, окончил семь классов. После школы работал в колхозе конюхом, потом бригадиром полеводческой бригады.
В Красную Армию Нурулла Давлетгареевич был призван в 1943 году. В армии Сафин был миномётчиком, командовал расчётом, проявил мужество и бесстрашие. За образцовое выполнение боевых заданий командования в боях, и проявленные при этом отвагу и героизм, Указом Президиума Верховного Совета СССР от 10 апреля 1945 года Нурулле Давлетгареевичу было присвоено звание Героя Советского Союза.
Член КПСС с 1952 года.
После окончания войны гвардии сержант Сафин был демобилизован из рядов Советской Армии, работал заместителем председателя сельсовета, заместителем председателя колхоза в родном селе. Нурулла Давлетгареевич последние пятнадцать лет своей жизни прожил в Уфе.
Умер Н. Д. Сафин 15 мая 1995 года, похоронен в селе Старые Казанчи.
Семья: жена Наиля Ахатовна, трое сыновей и дочь. Старший сын — Зуфар Нуруллинович — депутат Государственного Собрания Республики Башкортостан, председатель комитета по государственному строительству. Средний — Риф Нуруллинович и дочь — Зиля Нуруллиновна — работали в нефтегазовой промышленности страны. Младший — Булат Нуруллинович — предприниматель в сфере сельского хозяйства.

## Подвиг
«Командир миномётного расчёта 467-го гвардейского миномётного полка (7-й гвардейский танковый корпус, 3-я гвардейская танковая армия, 1-й Украинский фронт) комсомолец гвардии старший сержант Сафин отличился 23.01.1945. Его расчёт в числе первых в полку преодолел Одер в р-не м. Грошовице, участвовал в боях за плацдарм. Отражая контратаки противника, нанес ему значительный урон в живой силе и технике».

## Награды
- Медаль «Золотая Звезда» Героя Советского Союза (10.04.1945)[3][1];
- орден Ленина (10.04.1945);
- орден Отечественной войны 1-й степени (10.05.1945)[5];
- орден Отечественной войны 1-й степени (11.03.1985)[6];
- медаль «За отвагу» (1943);
- медаль «За отвагу» (16.01.1944)[7];
- другие медали.

## Память
По завещанию Нуруллы Давлетгареевича в селе Старые Казанчи была построена мечеть, названная в его честь «Нурулла».
На родине Героя установлена мемориальная доска.
В городе Уфа, столице Республики Башкортостан Лицей №6 назван в честь Сафина Нуруллы Давлетгареевича (http://licey6.ru/)